# Oscar Reinhold Hallberg
Oscar Reinhold Hallberg, född 11 november 1882 i Göteborg, död 26 oktober 1959 i Uppsala. Kyrkoherde i Hammar, Närke, i Strängnäs stift. Han finns bland annat representerad i Den svenska psalmboken 1986 med en från norska översatt psalmtext, som bearbetades av Carl Oscar Mannström, och fortfarande används som psalm (nr 624) i Den svenska psalmboken 1986.

## Psalmer
- En dalande dag, en flyktig stund (1986 nr 624) översatt till svenska (1920) Johannes Johnsons norska text från 1906.